# Анзелен
Анзеле́н (фр. Anzeling) — коммуна на северо-востоке Франции в регионе Гранд-Эст (бывший Эльзас — Шампань — Арденны — Лотарингия), департамент Мозель, округ Форбак — Буле-Мозель, кантон Бузонвиль.

## Географическое положение
Анзелен расположен в 27 км к северо-востоку от Меца. Соседние коммуны: Фрестроф на северо-востоке, Ремельфан и Оллен на востоке, Вальмэнстер на юго-востоке, Гомланж на юге, Пибланж и Эстроф на западе, Эберсвиллер на северо-западе.

## История
- Коммуна бывшего герцогства Лотарингия.
- Домен аббатства Фрестроф и феод семейств де Ви, Ронсель, Бодош и Варсбер.

## Демография
По переписи 2008 года в коммуне проживало 478 человек.

## Достопримечательности
- Линия Мажино, бункер Анзелен.
- Часовня XVIII века в Эдлене, статуя святого Ванделена XVII века.
- Церковь Сент-Юбер, 1813 года.